# Барловци
Барловци су насељено мјесто на подручју града Бање Луке, Република Српска, БиХ. Ово насељено мјесто припада мјесној заједници Драгочај. Према подацима пописа становништва 2013. године, у насељеном мјесту Барловци је пописано 685 лица.

## Становништво
|             | 1991.        | 1981.        | 1971.        |
| Укупно      | 624 (100,0%) | 727 (100,0%) | 651 (100,0%) |
| Хрвати      | 570 (91,35%) | 668 (91,88%) | 643 (98,77%) |
| Срби        | 26 (4,167%)  | 18 (2,476%)  | 4 (0,614%)   |
| Југословени | 14 (2,244%)  | 28 (3,851%)  | 1 (0,154%)   |
| Остали      | 8 (1,282%)   | 9 (1,238%)   | 3 (0,461%)   |
| Бошњаци     | 6 (0,962%)1  | –            | –            |
| Словенци    | –            | 4 (0,550%)   | –            |

1. 1 На пописима од 1971. до 1991. Бошњаци су пописивани углавном као Муслимани.

| Демографија | Демографија | Демографија |
| Година      | Становника  | Становника  |
| ----------- | ----------- | ----------- |
| 1948.       | 499         |             |
| 1953.       | 671         |             |
| 1961.       | 659         |             |
| 1971.       | 651         |             |
| 1981.       | 727         |             |
| 1991.       | 624         |             |
| 2013.       | 685         |             |